# Valur
Knattspyrnufélagið Valur este un club de fotbal din Reykjavík, Islanda. Echipa susține meciurile de acasă pe Vodafonehöllin cu o capacitate de 3.000 de locuri.

## Palmares
- Campionatul Islandei[1]
  - Campioana (23): 1930, 1933, 1935, 1936, 1937, 1938, 1940, 1942, 1943, 1944, 1945, 1956, 1966, 1967, 1976, 1978, 1980, 1985, 1987, 2007, 2017, 2018, 2020[a]

- Cupa Islandei
  - Campioana (11): 1965, 1974, 1976, 1977, 1988, 1990, 1991, 1992, 2005, 2015, 2016

- Icelandic League Cup
  - Campioana (5): 2008, 2011, 2018, 2023, 2025

- Supercupa Islandei
  - Campioana (11): 1977, 1979, 1988, 1991, 1992, 1993, 2006, 2008, 2016, 2017, 2018